# Frösåker (äpple)

Frösåkersäpple (litografi av målning av Henriette Sjöberg (1842–1915)).

Frösåker är en äppelsort. Äpplet plockas i början av oktober och är hållbart fram till jul, eventuellt längre. Köttet är som skalet gult. Frösåker är i första hand ett ätäpple, men kan, lätt omoget, även användas till äppelmust och i matlagning. Blomningen är sen, och äpplet pollineras av äpplen med samtidig blomning. I Sverige odlas Frösåker gynnsammast i zon II-IV.